# Estación Ramón Lista
Ramón Lista era una estación ferroviaria ubicada en el paraje rural del mismo nombre, en el Departamento Deseado, Provincia de Santa Cruz, Argentina.
Formaba parte del Ferrocarril Patagónico, como parte del ramal que iba de Puerto Deseado a Las Heras, inaugurado en el año 1914 y que originalmente estaba planeado para terminar en el Nahuel Huapi.

## Toponimia
El nombre de esta estación se debe a Ramón Lista, militar y explorador que recorrió la Patagonia y el norte Argentino; quien además fue gobernador del Territorio Nacional de Santa Cruz entre los años 1887 y 1892.Originalmente, iba a ser llamada Mazaredo, debido a la cercanía con una pequeña población costera que existía en las cercanías hacia el norte, y que en ese momento era un importante puerto de salida de la producción lanar de la zona.La denominación Ramón Lista se impuso en forma definitiva el 8 de octubre de 1914 por un decreto presidencial dictado en reemplazo de la progresión kilométrica que hasta ese tiempo imperaba.

## Historia
La estación se inauguró en el año 1914, y luego de un pequeño auge inicial -incluso se llegó a formalizar la creación de una localidad con el mismo nombre en 1921- su importancia decayó. Según el censo de Territorios Nacionales de 1920 vivían en los alrededores de esta estación unas 62 personas.En esta estación existió una estafeta postal habilitada el 12 de febrero de 1917, la cual fue clausurada con anterioridad al año 1930.
El tren circuló por última vez en julio de 1978.
Ya para inicios de los años 1990 solo se podía encontrar en pie el andén. Siendo su falta de población el principal motivo de su depredación.
Hoy en día se encuentra totalmente destruida por obra del vandalismo sin control y el feroz clima patagónico. Sólo quedan en pie las paredes de la casa del jefe de estación, el tanque de agua y es posible observar las trazas del andén.
El 8 de julio de 2008, en un acto realizado en la Casa Rosada por Cristina Fernández de Kirchner, la Secretaría de Transporte, a cargo de Ricardo Jaime y dependiente del Ministerio de Planificación de Julio De Vido, adjudicó el reacondicionamiento y rehabilitación del tren patagónico.No obstante, Ramón Lista no fue incluida en la lista de los puntos a rehabilitar o tenida en consideración en el mapa del ferrocarril que presentaba los puntos claves del ferrocarril.A pesar de la gran suma invertida por el estado y la inauguración en 2015 de las obras por parte del gobierno peronista el ferrocarril no volvió a funcionar y gobierno fue acusado de un perjuicio de $92.000.000 de obra pública malversada.
En octubre de 2024 el gobernador Claudio Vidal anticipó que trabaja en el proyecto de recuperación del ferrocarril. El político aseguró que el tren cubriría los 285 kilómetros de recorrido. Sin embargo, Ramón Lista no fue nombrada en la lista de puntos a rehabilitar y tampoco estuvo aludida en el mapa del trazado ferroviario presentado por el proyecto que contiene los puntos más importantes del ferrocarril.

## Funcionamiento
Un análisis de itinerarios e informes de horarios lo largo del tiempo permite ver cómo fue variando el desempeño de esta estación a lo largo de su historia activa:
El primer informe de horario fue publicado en 1920 con datos vigentes desde el 20 de noviembre de 1917. El documento expuso que los trenes mixtos partían los lunes y jueves desde Deseado a las 8:00, visitaban Ramón Lista a las 12:01 y arribaban a las 18:40 a Las Heras. Mientras que el regreso era los martes y sábado desde las Heras a las 8:30 horas con arribo, pasando por Ramón Lista a las 13:47 y finalizando en Deseado a las 17:30. La carrera pendiente abajo desde Las Heras era de 1 hora menos y luego se redujo a 30 minutos. El tren a vapor completaba la distancia con Jaramillo en 36 minutos y para el tramo Ramón Lista - Cerro Blanco se necesitaban 26 minutos.

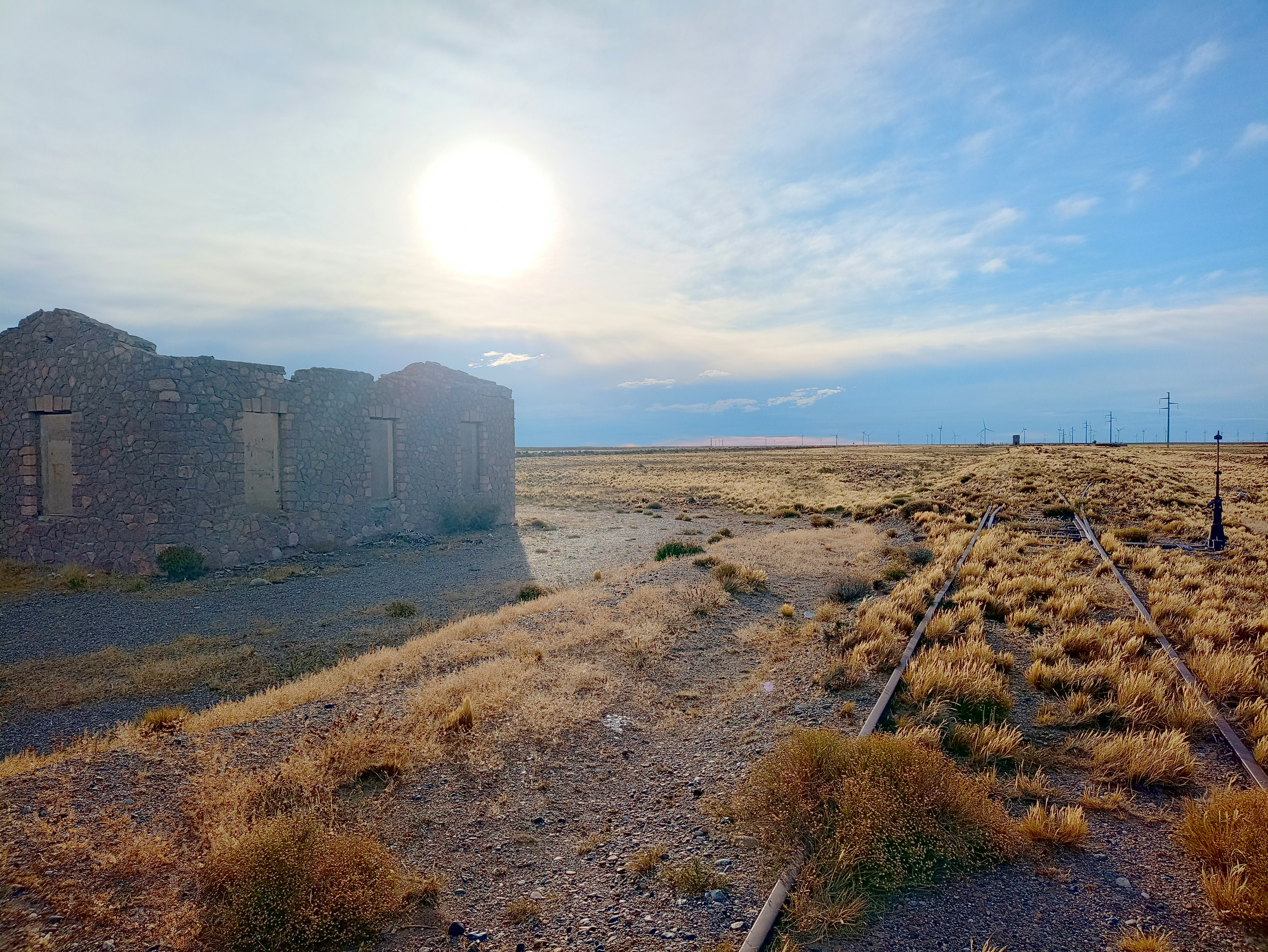
Casa de peones en ruinas junto al inicio del apartadero rumbo a la estación.

El segundo informe de horario tuvo lugar el 1 de noviembre en 1928. El documento expuso que los trenes mixtos partían los lunes y jueves desde Deseado a las 9:00 horas, pasaban por Ramón Lista a las 12:45 y arribaban a las 18:30 a Las Heras. Mientras que el regreso era los miércoles y sábado desde las Heras a las 9:00 horas, con llegada a Ramón Lista a las 14:27 y culminación en Deseado a las 17:30. Por último, el itinerario informó que los trenes estaban provistos por coche comedor y distinguían entre primera y segunda clase. El tren unía los 20 kilómetros de distancia con Cerro Blanco en 40 minutos y con Jaramillo en otros 55 minutos.
El itinerario de 1930 no informó variaciones significativas respecto al itinerario de 1928. En documento se expuso información precisa de las tarifas: hacer todo el viaje del ferrocarril en primera costaba $24.05 o $13.60 en segunda. En tanto, para tramos simples como Deseado -  Ramón Lista era $8.10 en primera clase o $4.55 para la segunda.
El itinerario de 1934 brindó información extensa del ferrocarril. El servicio tuvo cambios significativos y era ejecutado por trenes mixtos los días jueves y domingo. El viaje a vapor fue mejorado en sus tiempos; partía a las 9 de Deseado, pasando por Ramón Lista a las 12:02, para arribar a Las Heras 17:30. Gracias a esto el ferrocarril completó el recorrido en una hora menos; mientras que la distancia Ramón Lista - Cerro Blanco pasó a ser ejecutada en 30 minutos y la distancia con Jaramillo a 43 minutos. En tanto, la vuelta desde Las Heras se producía los días martes y viernes desde las 9, con paso por Ramón Lista a las 13:14 y arribo a estación Puerto Deseado a las 17:00. Por último, el documento arrojó un dato peculiar al haber clasificado, con una caligrafía diferente, a Ramón Lista como estación de pocos movimientos o sin una población de importancia. Esta clasificación fue compartida con otras estaciones vecinas y similares.
Desde el informe de 1936 se observó una de las mayores mejorías en los servicios de este ferrocarril. El miércoles partía el tradicional tren mixto desde Deseado a las 9:00 con paso por Ramón Lista a las 12:07 y arribo a Las Heras a las 17:30. Luego, el viernes retornaba desde Las Heras desde las 9, pasando por Ramón Lista a las 14:09 para arribar a las 17:00 a Deseado. Por otro lado, el servicio de los lunes partía a las 9:30 y alcanzaba Las Heras a las 16:15. El mismo estuvo marcado por la introducción de ferrobuses diésel que aceleraron los tiempos del ferrocarril en 6:15 minutos. El viaje de regreso se producía el martes desde las 9:30 con arribo a Deseado a las 16:15. Llamativamente, no se informó horarios de arribo a esta estación y otras minoritarias vecinas para los servicios ejecutados por ferrobuses.
Otro informe de 1938 mostró la continuidad del servicio ejecutado por ferrobuses. Las condiciones de 1936 se mantuvieron sin modificaciones. Sin embargo, se mostró los horarios de todos los puntos que eran recorridos por ferrobuses; inclusive de las que eran paradas optativas. El ferrobús alcanzaba esta estación a las 11:29 y estaba distanciada de Jaramillo por 42 minutos y en otros 17 minutos de Cerro Blanco.

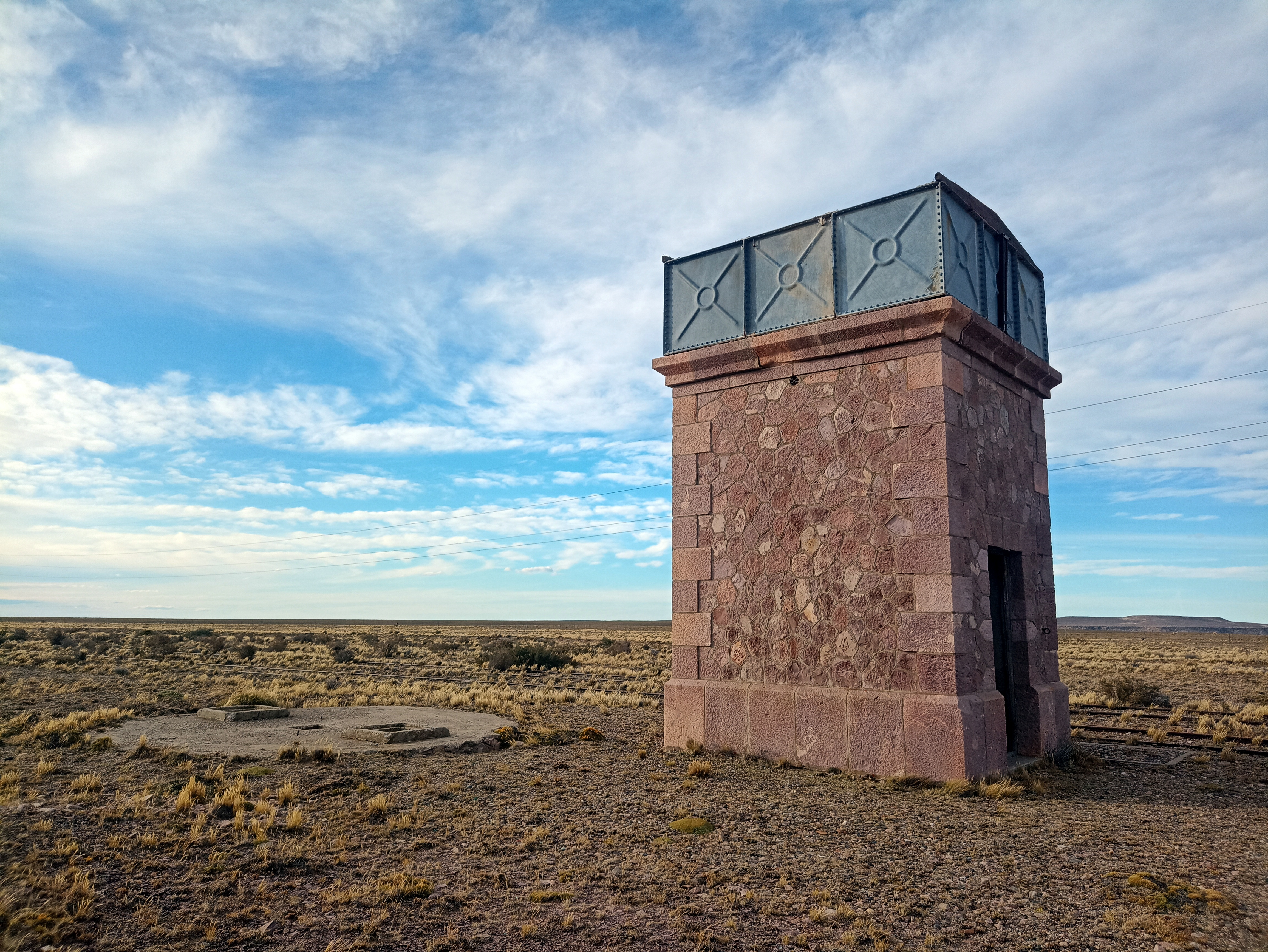
Tanque en perfecto estado junto a los restos de las instalaciones de una bomba de agua.

El itinerario de 1946 comunicó condiciones similares a los anteriores. No obstante, se presentó el abandono de los ferrobuses en favor del vapor. De esta forma, los viajes fueron ejecutados por trenes mixtos que partían con coche comedor los lunes desde Puerto Deseado a las 9:00 horas, paraba en Ramón Lista a las 12:07 arribaba a las 17:30 a Las Heras. Luego, el regreso se producía el miércoles desde Las Heras desde las 9:00 y arribo a Deseado sobre las 17:00 horas. Como en el viaje de ida presentó un solo horario de arribo a las 14:09. Estaba separada de Cerro Blanco por 25 minutos y de Jaramillo por otros 43 minutos de distancia. Por último, el dato más relevante fue que la estación figuró por como clausurada con estaciones similares y vecinas por primera vez. Además, fue escrita con caligrafía menor como otras estaciones, indicando poco movimiento o ausencia de población.

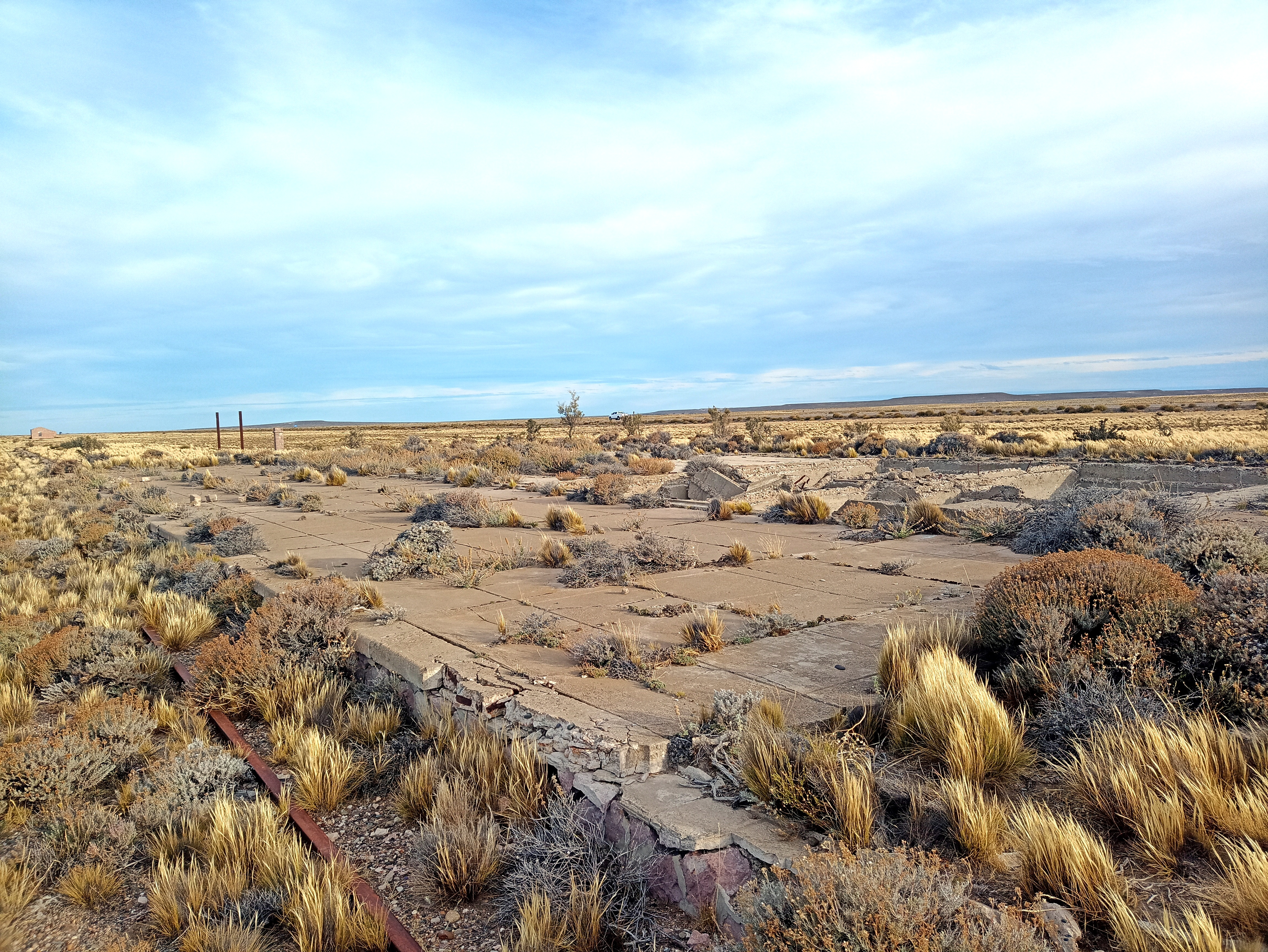
Restos de la estación con su andén.

El mismo itinerario de 1946 fue presentado por otra editorial y en él se hace mención menos detallada de los servicios de pasajeros de este ferrocarril. En el documento se confirmó las mismas condiciones del itinerario anterior. Mientras que las tarifas mantuvieron los valores y secciones de 1938.
El último informe de horarios de noviembre de 1955 expuso cambios significativos: todos los servicios de pasajeros pasaron a ser operados por ferrobuses. También, se modificaron los horarios y días; partiendo el coche motor desde Deseado los lunes, miércoles y viernes a las 13:30, visitando Ramón Lista a las 15:29 y arribo a Las Heras a las 19:15 horas. El regreso se producía desde Las Heras martes, jueves y sábados con partida a las 13:30, paso por Ramón Lista a las 16:58 y arribo a Deseado a las 18:45. El coche motor tardaba en unir Ramón Lista con Cerro Blanco unos 23 minutos y con Jaramillo otros 32 minutos. La estación se mantuvo clausurada con todos sus servicios funcionaron como paradas optativas.
En todos los itinerarios e informes de horarios del servicio siempre fue llamada Ramón Lista.

## Infraestructura
El primer documento que detalló el equipamiento de este punto fue el itinerario de 1934. El mismo detalla que Biedma estaba dotada de:
- Apartadero 813 m.
- Desvíos auxiliares 1069 m.
- Estanque Piggott 16 m³.
- 1 rampa de costado.
- Capa freática a 14.20 m.

Posteriormente, un informe de 1958 confirma que fue construida como estación de primera clase y se desempeñaba como «embarcadero» de los servicios de pasajeros, cargas y encomiendas. En el informe se especificó: «Se emita guía, con indicación del embarcadero, a o de la estación más allá. Habilitado únicamente para el recibo de cargas únicamente por vagón completo y con flete pagado en procedencia y para el despacho también por vagón completo con flete a pagar en destino». Llamativamente, aunque tenía infraestructura para hacienda, ya no se ofrecía este servicio. Para sus tareas se valía de:
- Apartadero 813 m.
- Desvíos 733 m.
- Estanque Piggott 16 m³.
- 1 rampa de costado.
- Capa freática a 14,20 m.
- Caseta caminero.

La leve diferencia entre ambos documentos se puede deber a posteriores mejoras o una mejor medición.

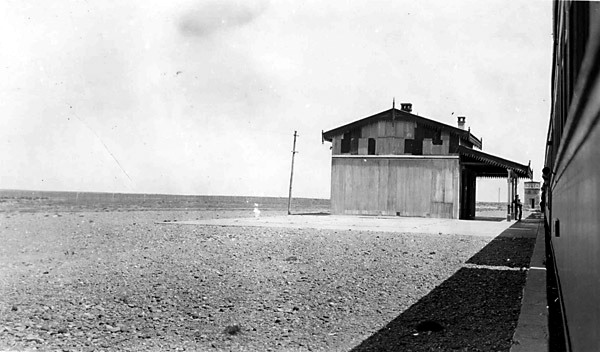
Vista de la estación desde un vagón de pasajeros. Se deslumbra con techo suplementario años después de su apertura.

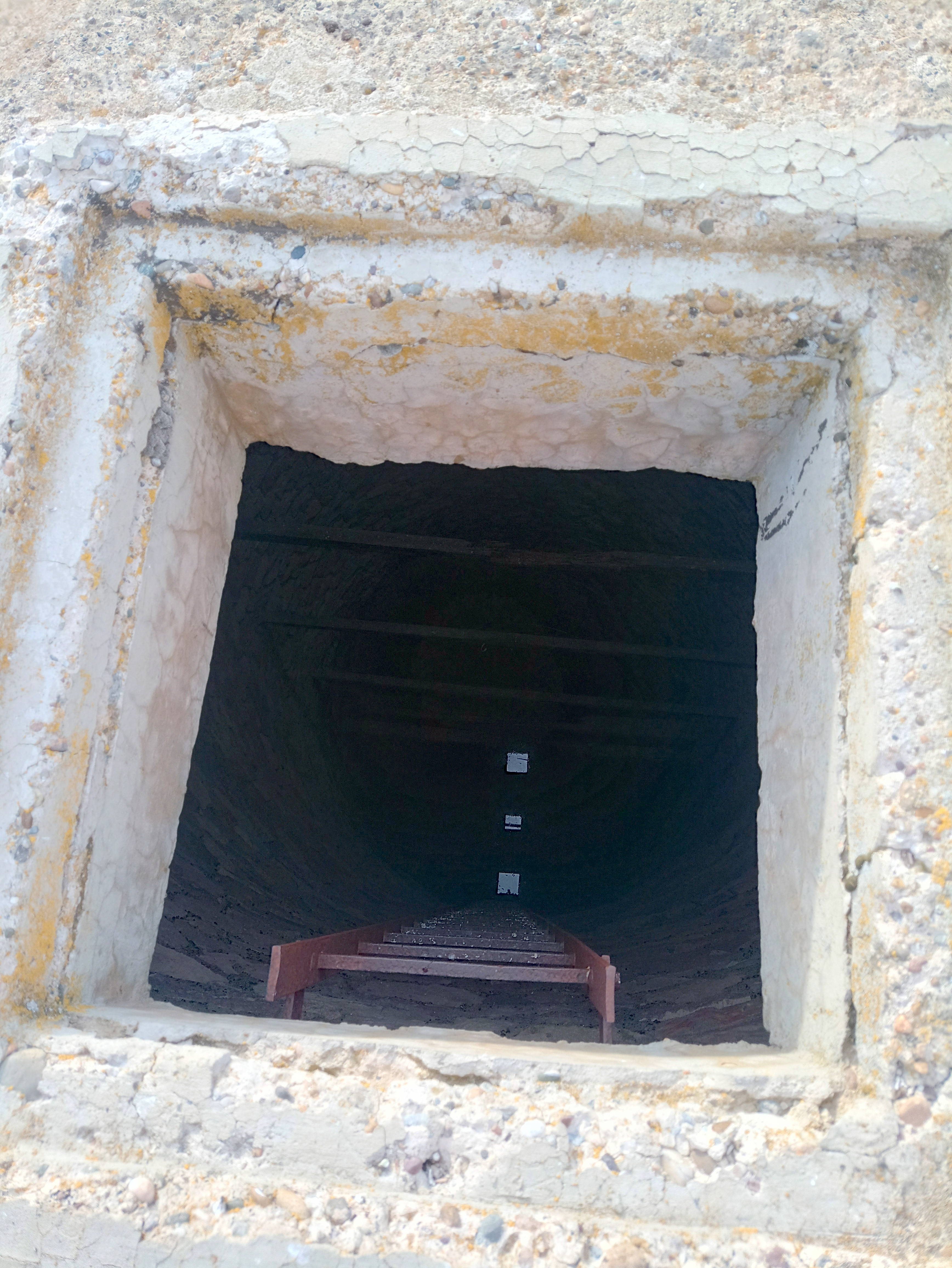
Foso de extracción de agua a considerable profundidad con agua aun.
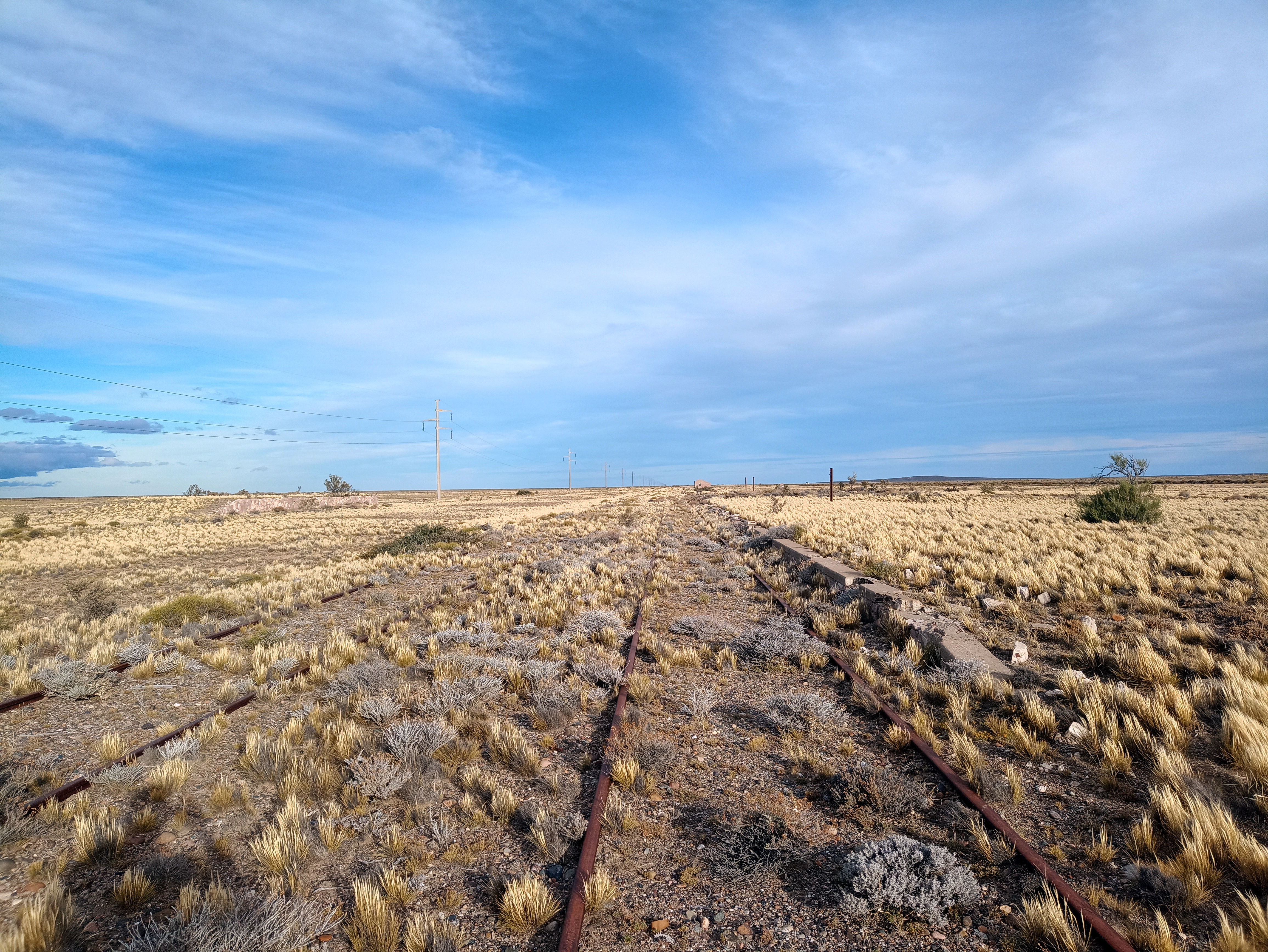
El apartadero y el extenso anden de la estación.
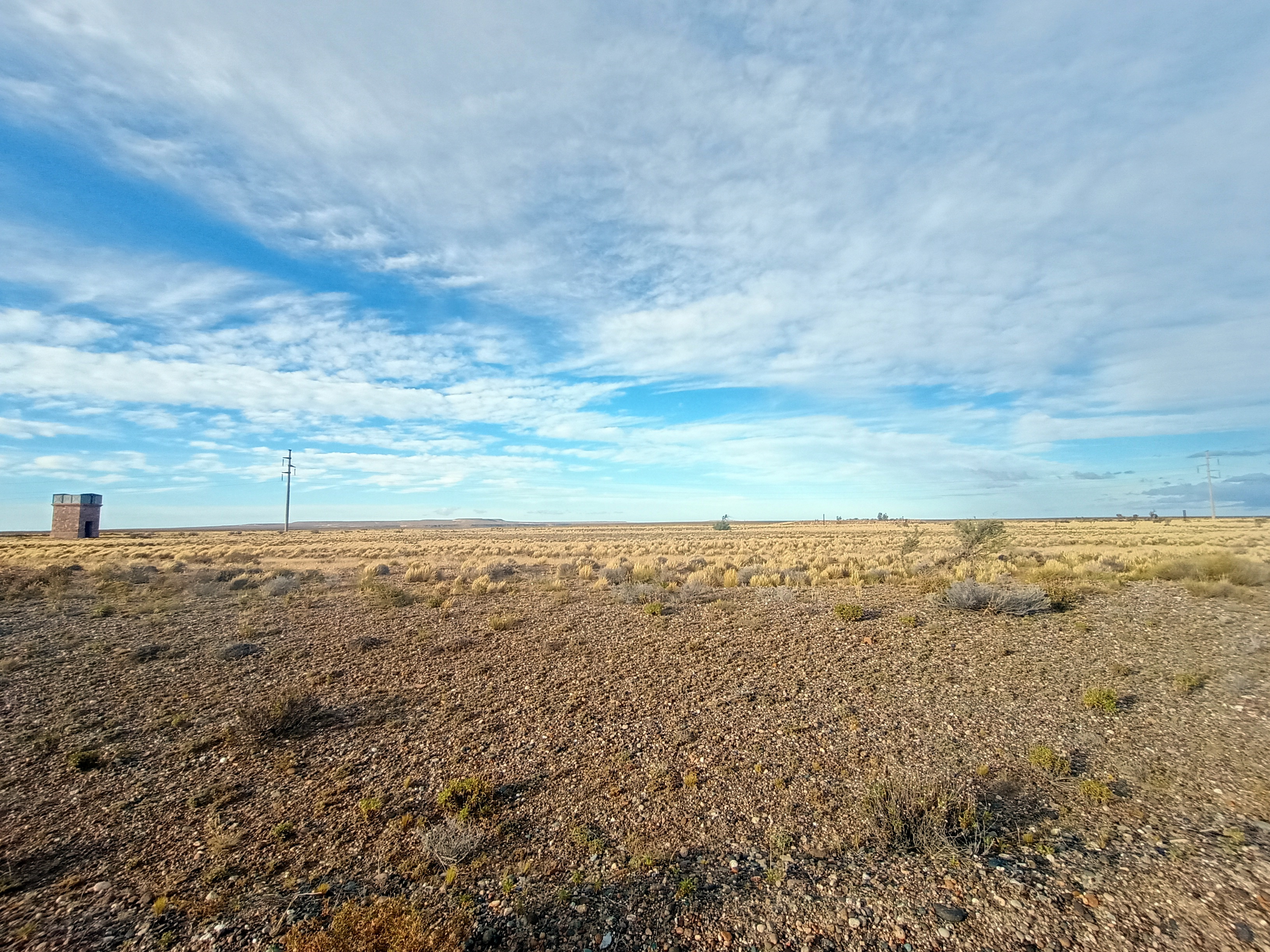
Vista panorámica del entorno de Ramon Lista.